# Jardin de l'Hôtel-Salé – Léonor-Fini
Jardin de l'Hôtel-Salé – Léonor-Fini je veřejný park, který se nachází v Paříži ve 3. obvodu. Vstup je v domě č. 101 v Rue des Coutures-Saint-Gervais. Jeho rozloha činí 1110 m2. 

## Historie
Park byl otevřen v roce 1985 v prostoru bývalé zahrady paláce Salé a později byl pojmenován na počest umělkyně Leonory Finiové (1908–1996).